# بين باسي
بين باسي (بالإنجليزية: Ben Bussey)‏ هو عالم فلك بريطاني، ولد في 1969 في كورنوال في المملكة المتحدة.